# パブロ・カレーニョ・ブスタ
- パブロ・カレノ・ブスタ

パブロ・カレーニョ・ブスタ（Pablo Carreño Busta, 1991年7月12日 - ）は、スペイン・ヒホン出身の男子プロテニス選手。ATPランキング自己最高位はシングルス10位、ダブルス16位。ATPツアーでシングルス7勝、ダブルス4勝を挙げている。身長188cm、体重74kg。右利き、バックハンド・ストロークは両手打ち。

## 選手経歴

### ジュニア時代
建築家の父親と医者の母親の元に生まれた。6歳からテニスを始める。15歳のときにテニスの道を進むことを決意して、テニスクラブのあるバルセロナに移住して、トレーニングを積むことになる。2009年2月にジュニア世界ランキングで6位を記録する。

### 2011年 プロ転向
2011年にプロ転向をし、ATPツアーに参戦。初めてのツアー大会はATPツアー・500シリーズであるバルセロナ・オープンで、結果はブノワ・ペールに初戦敗退。

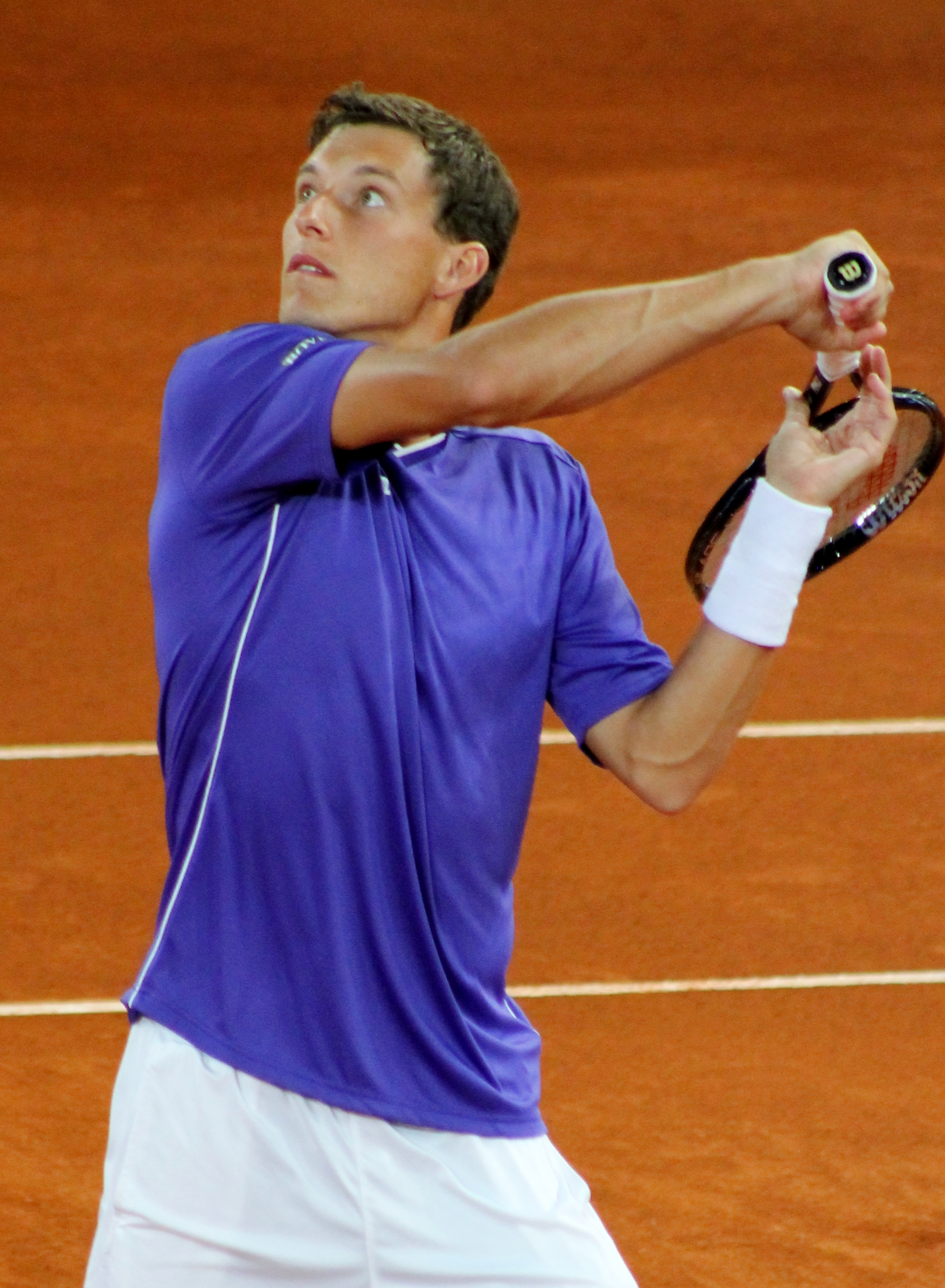
2014年マドリード・オープンでのパブロ・カレーニョ・ブスタ

### 2016年 ツアー初優勝 トップ30入り
ウィンストン・セーラム・オープンでは決勝でロベルト・バウティスタ・アグートに6–7(6), 7–6(1), 6–4で勝利し、ツアー初優勝を果たした。2016年全米オープン (テニス) 男子ダブルスではギリェルモ・ガルシア＝ロペスと組んで、準決勝で全仏優勝ペアのフェリシアーノ・ロペス/マルク・ロペス組に勝利し、決勝進出。決勝でジェイミー・マリー/ブルーノ・ソアレス組に2-6, 3-6で敗れ準優勝。10月のクレムリン・カップ決勝でファビオ・フォニーニに勝利しツアー2勝目。年間最終ランキングは30位。

### 2017年 全仏ベスト8 全米ベスト4 ATPファイナルズ初出場 トップ10入り
2017年は全豪オープン男子ダブルスでガルシア＝ロペスとのペアでベスト4進出。2月のリオ・オープンでは500シリーズで初めて決勝に進出するもドミニク・ティームに敗れ準優勝。3月のBNPパリバ・オープンでは準々決勝でパブロ・クエバスに6-1, 3-6, 7-6(4)で勝利し自身初のマスターズ1000ベスト4進出、準決勝でスタン・ワウリンカに3-6, 2-6で敗れた。大会後の世界ランキングで19位となり初のトップ20入り。
全仏オープン4回戦でミロシュ・ラオニッチを4-6, 7-6(2), 6-7(6), 6-4, 8-6と4時間17分の死闘の末に破り、自身初のグランドスラムベスト8進出を果たすも、準々決勝のラファエル・ナダル戦は第2セット途中で棄権した。全米オープンでは自身初のグランドスラムベスト4進出、準決勝で第28シードのケビン・アンダーソンに6-4, 5-7, 3-6, 4-6で敗れた。大会後の世界ランキングで10位となり初のトップ10入りを果たす。
レースランキング9位（既に欠場を表明していたスタン・ワウリンカを除いて8位）で迎えたパリ・マスターズでも初戦敗退し、優勝したジャック・ソックに逆転されてATPファイナル出場を逃す。しかし補欠選手の1番手に選出されて迎えたATPファイナルは、第1戦終了後に棄権したラファエル・ナダルに替わって出場し、第2戦でドミニク・ティエム、第3戦でグリゴール・ディミトロフに敗れた。年間最終ランキングは10位。

### 2018年 マスターズダブルス準優勝
カタール・エクソンモービル・オープンではボルナ・チョリッチに初戦敗退するも、ダブルスではベスト4入り。第10シードとして出場した全豪オープンでは初の4回戦進出。しかし、4回戦でマリン・チリッチに敗れた。BNPパリバ・オープンでは3回戦でケビン・アンダーソンに敗れた。マイアミ・オープンでは準々決勝でアンダーソンにリベンジを果たしてベスト4入りするも準決勝でアレクサンダー・ズベレフに敗れた。
バルセロナ・オープン、エストリル・オープンではベスト4入りをする。マドリード・オープンではボルナ・チョリッチに初戦敗退。しかし、BNLイタリア国際ではベスト8入り。そして、同大会のダブルスではジョアン・ソウザと組み、ATPマスターズ1000ダブルスで初の決勝進出。決勝ではコロンビアのロベルト・ファラ/フアン・セバスティアン・カバル組に6-3, 4-6, 4-10で敗れて準優勝。第10シードとして迎えた全仏オープンではマルコ・チェッキナートに3回戦敗退。ウィンブルドン選手権では第20シードとして出場して、1回戦でラドゥ・アルボットに敗れた。

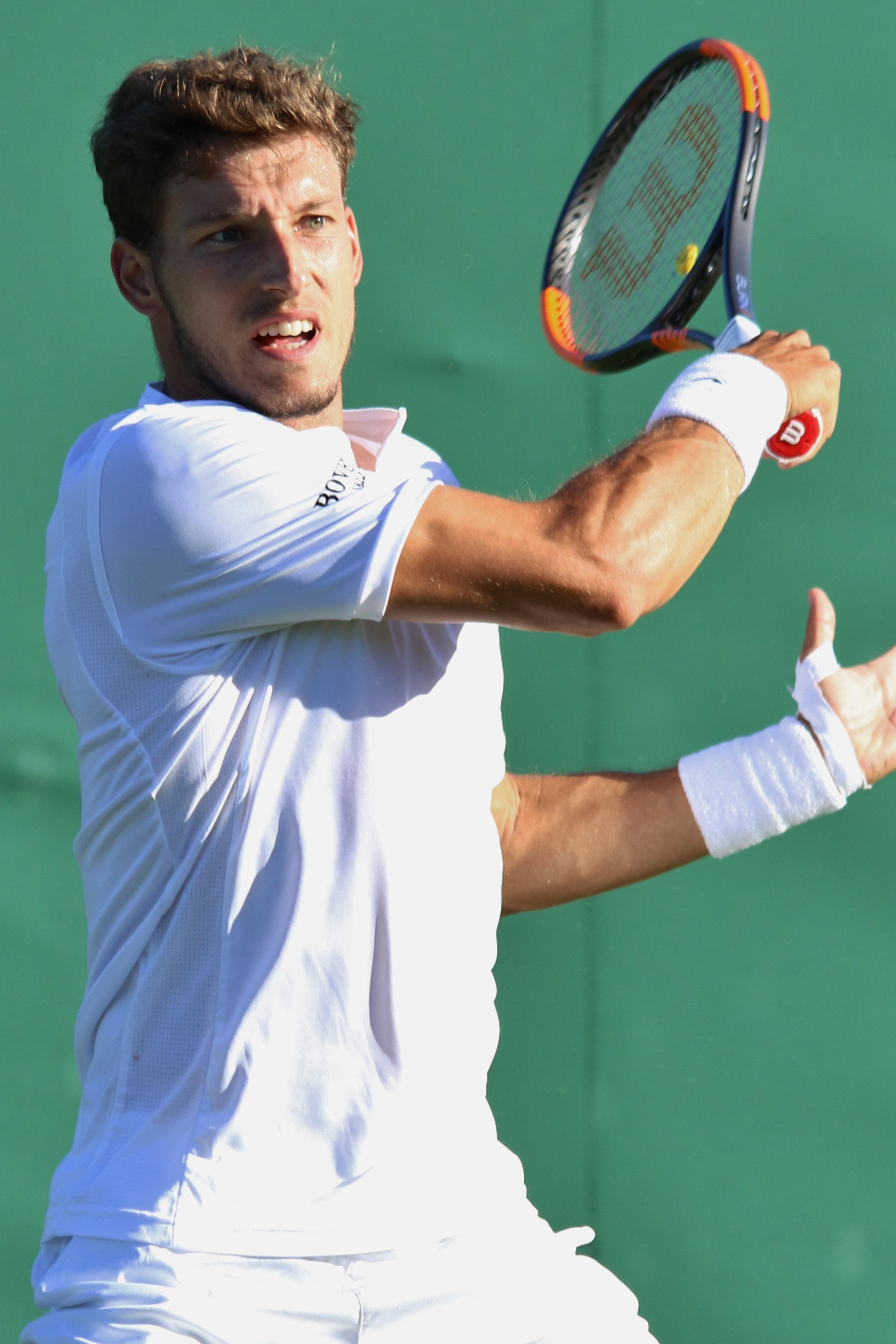
2018年ウィンブルドン選手権でのパブロ・カレーニョ・ブスタ

ナショナル・バンク・オープンでは2回戦でカレン・ハチャノフに敗れた。ウエスタン・アンド・サザン・オープンではベスト8入りして、準々決勝でマリン・チリッチに敗退。全米オープンでは第12シードで出場。2回戦のジョアン・ソウザ戦で6-4, 3-6, 7-5, 2-6, 0-2の時点で途中棄権。上海マスターズではブノワ・ペールに、パリ・マスターズではダニール・メドベージェフにそれぞれ初戦敗退して、シーズン終了。年間最終ランキングは23位。

### 2019年 デビス杯初優勝
第23シードで迎えた全豪オープン3回戦で第12シードのファビオ・フォニーニに6-2, 6-4, 2-6, 6-4で勝利し、4回戦で第8シードの錦織圭に7-6(8), 6-4, 6-7(4), 4-6, 6-7(8)に5時間5分に及ぶ死闘の末逆転で敗れた。試合後には暴言を吐きながらテニスバッグを放り投げ、審判の判定に不満を爆発させた。試合後の会見では上記のことを謝罪した。

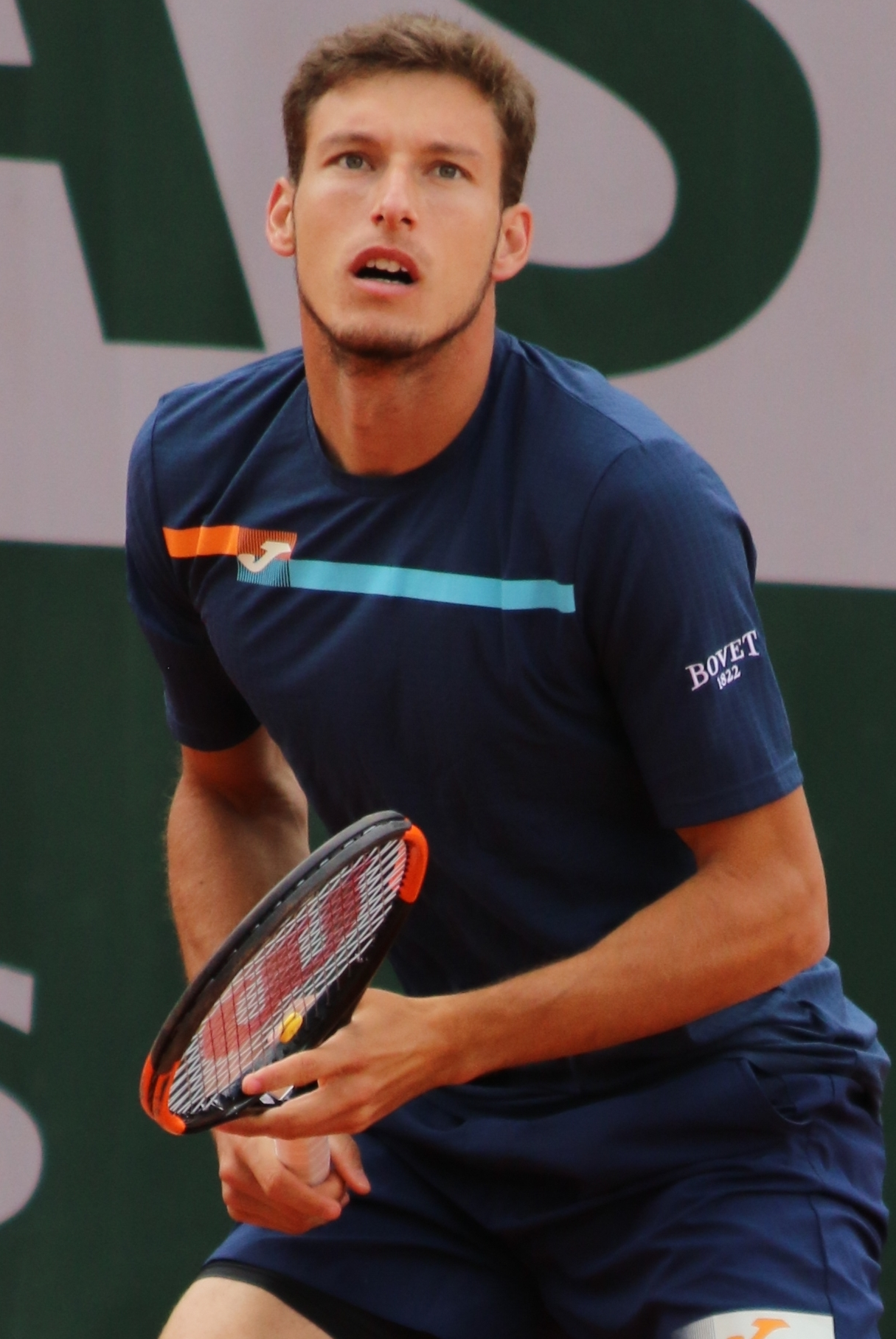
2019年全仏オープンでのパブロ・カレーニョ・ブスタ

バルセロナ・オープンではブノワ・ペール、エストリル・オープンではジェレミー・シャルディー、マドリード・オープンではライリー・オペルカ、BNLイタリア国際ではデニス・シャポバロフにそれぞれ4大会連続で初戦敗退となる結果になった。全仏オープンでは3回戦のペール戦の途中で棄権した。

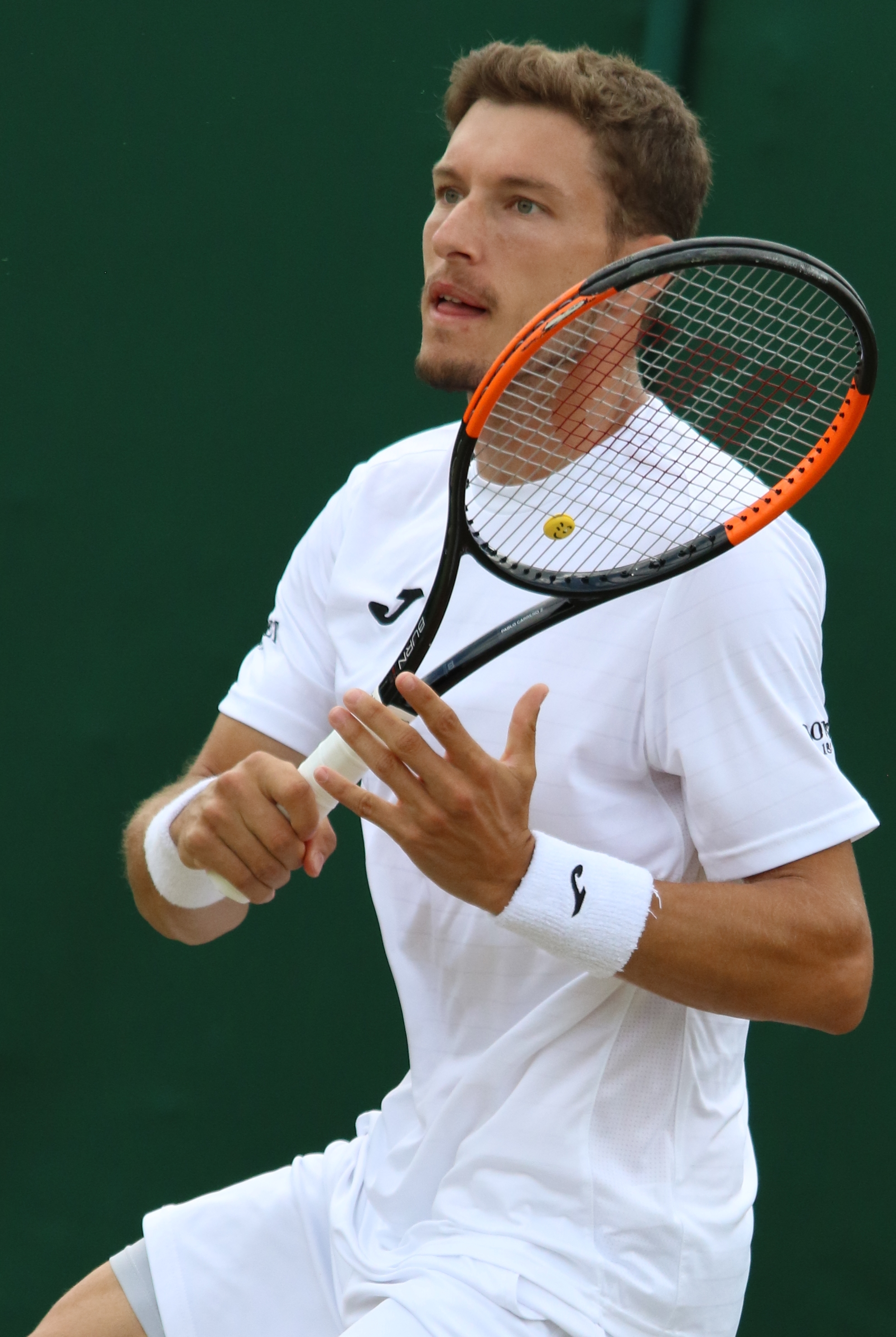
2019年ウィンブルドン選手権でのパブロ・カレーニョ・ブスタ

ウィンブルドン選手権ではアレクセイ・ポピリンに初戦敗退して、1回戦の壁を突破できなかった。
ウエスタン・アンド・サザン・オープンでは3回戦でノバク・ジョコビッチに敗れた。全米オープンでは3回戦進出。3回戦では第15シードのダビド・ゴファンにストレートで敗れたが、成都オープンでは決勝でアレクサンダー・ブブリクを下して、ツアー4勝目を挙げた。ジャパン・オープンではゴファンに初戦敗退。上海マスターズでは予選を通過するも、本戦2回戦でドミニク・ティエムに敗れた。年間最終ランキングは27位。
デビスカップ2019ではスペイン代表として出場。決勝トーナメントを勝ち進み、準々決勝でアルゼンチン、準決勝ではイギリス、決勝でカナダを破り、デビスカップ優勝に貢献した。

### 2020年 ATP杯準優勝 マスターズダブルス初優勝 全米ベスト4 全仏ベスト8
ATPカップではスペイン代表として出場。ダブルスで活躍して、ラウンドロビンで日本、ウルグアイ、ベルギー、準決勝でオーストリアを破り、決勝進出。決勝ではセルビアに敗れ、準優勝。
全豪オープンでは第27シードとして出場して、3回戦で第1シードのラファエル・ナダルに1-6, 2-6, 4-6のストレートで敗れた。
ウエスタン・アンド・サザン・オープンでのダブルスではアレックス・デミノーと組み、ATPマスターズ1000ダブルスで初優勝を遂げた。第20シードとして迎えた全米オープンでは4回戦のノバク・ジョコビッチ戦で、11ゲーム目でブレイクされフラストレーションが溜まったジョコビッチが打ったボールが線審の喉元にあたり失格となり、。ベスト8進出。準々決勝では第12シードのデニス・シャポバロフを3-6, 7-6(5), 7-6(た), 0-6, 6-3のフルセットで破り、3年ぶりにベスト4まで駒を進めた。準決勝では第5シードのアレクサンダー・ズベレフと戦い、先に2セット先取したものの、6-3, 6-2, 3-6, 4-6, 3-6の接戦で敗れ、初のグランドスラム決勝進出とはならなかった。
BNLイタリア国際ではナダルに初戦敗退。第17シードとして迎えた全仏オープンではベスト8まで駒を進めたが、準々決勝でジョコビッチに6-4, 2-6, 3-6, 4-6で敗れて、全米オープンでの再戦でリベンジされた。パリ・マスターズで準々決勝でラファエル・ナダルに敗れた。年間最終ランキングは16位。

### 2021年 東京五輪銅メダル
ATPカップではチームはベスト4入りするも、イタリア戦のシングルスでファビオ・フォニーニに敗れ、2年連続決勝進出とはならなかった。
全豪オープンでは第15シードとして出場。1回戦では2019年で惜敗した錦織圭と対戦して、7-5, 7-6(4), 6-2のストレートで勝利してリベンジを果たした。2回戦でのイジー・ベセリー戦も突破したが、3回戦でグリゴール・ディミトロフとの試合中に怪我のため途中棄権を余儀なくされた。その後スペインで新設されたアンダルシア・オープンでの決勝でハウメ・ムナルを6-1, 2-6, 6-4で破り、ツアー5勝目を挙げた。この勝利でATPツアー通算200勝を記録した。
モンテカルロ・マスターズでは3回戦でキャスパー・ルードに敗れた。マドリード・オープンではフェデリコ・デルボニスに初戦敗退。BNLイタリア国際では2回戦の錦織圭戦を前に棄権した。全仏オープンでは4回戦で第5シードのステファノス・チチパスに3-6, 2-6, 5-7のストレートで破れた。
マヨルカ・オープンではベスト4入りするも、準決勝でダニール・メドベージェフに敗れた。第11シードで出場したウィンブルドン選手権ではサム・クエリーに1回戦で破れて、ウィンブルドン選手権初戦6連敗を晒し、2回戦進出を逃した。
ドイツ国際オープンの決勝でフィリップ・クライノビッチをストレートで破り、初のATPツアー・500シリーズのタイトルを獲得するとともに、ツアー6勝目を挙げた。ウエスタン・アンド・サザン・オープンではベスト8入り。準々決勝でメドベージェフに敗れた。
東京オリンピックでは準々決勝でメドベージェフを破り、ベスト4入りを果たす。準決勝ではカレン・ハチャノフに敗れたが、3位決定戦で世界ランキング1位のノバク・ジョコビッチを破り、銅メダル獲得を果たす活躍を見せた。
全米オープンでは第9シードとして出場するも、1回戦でアメリカ人予選通過者のマキシム・クレッシーに7-5, 6-4, 1-6, 4-6, 6-7(7)の2セットアップの大逆転で惜敗した。モゼール・オープンでは決勝進出。決勝ではフベルト・フルカチュに敗れ、準優勝。BNPパリバ・オープンでは2回戦でカレン・ハチャノフに敗れた。パリ・マスターズでは2回戦でユーゴ・ガストンに敗れた。年間最終ランキングは16位。

### 2022年 マスターズ初優勝 ATP杯準優勝
ATPカップでは準決勝のポーランド戦を勝ち抜き、全勝で決勝進出。決勝のカナダ戦ではデニス・シャポバロフに4-6, 3-6で敗れ、大会2度の準優勝。
全豪オープンでは第19シードとして出場して、3回戦でセバスチャン・コーダを6-4, 7-5, 6-7(6), 6-3で破り、3度目の4回戦進出。初のベスト8入りをかけて第7シードのマッテオ・ベレッティーニに5-7, 6-7(4), 4-6のストレートで敗れて、ベスト8入りにはならなかった。BNPパリバ・オープンではハウメ・ムナルに初戦敗退。マイアミ・オープンでは3回戦でヤニック・シナーに敗れた,

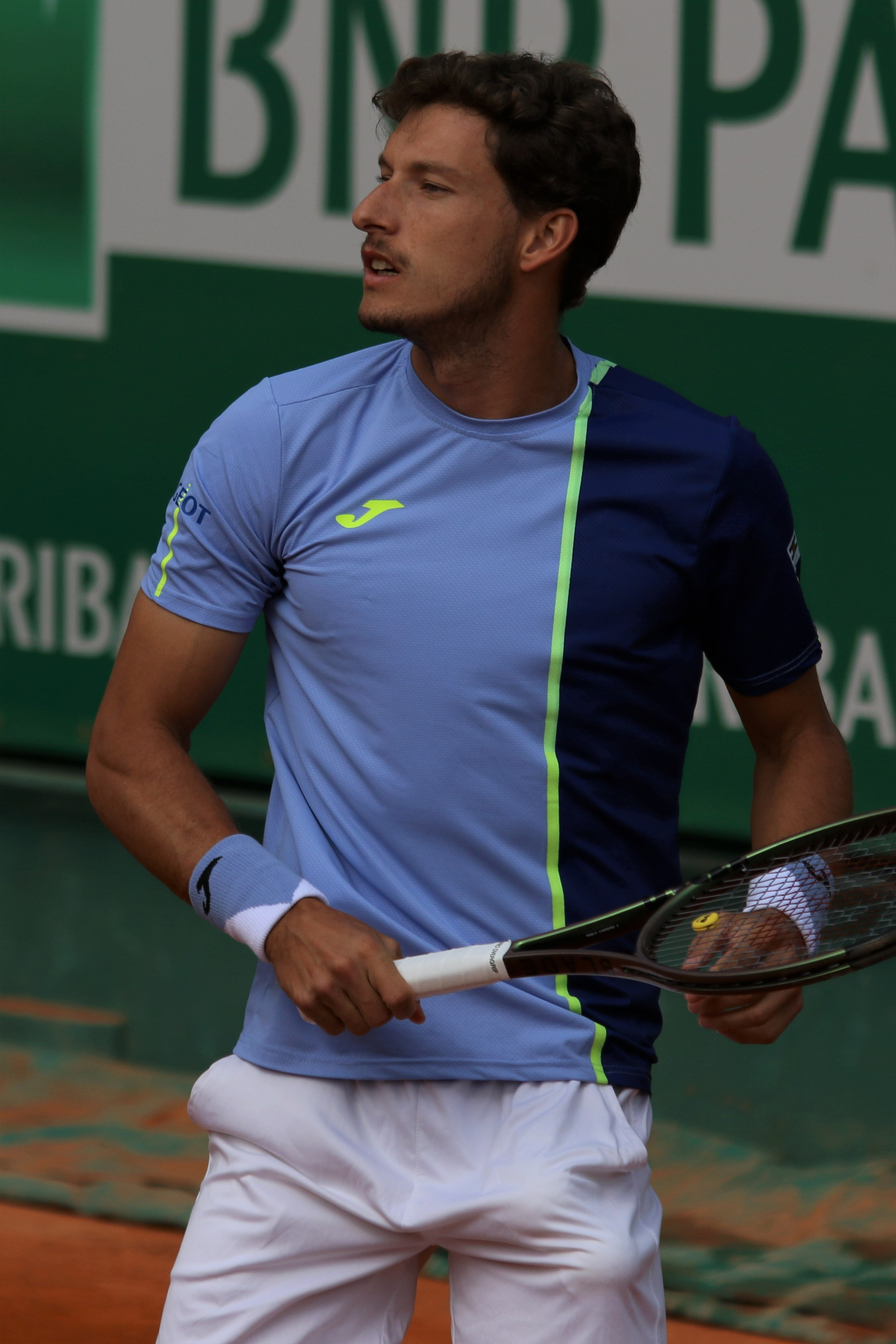
2022年モンテカルロ・マスターズでのパブロ・カレーニョ・ブスタ

モンテカルロ・マスターズでは3回戦でアレクサンダー・ズベレフに敗退。バルセロナ・オープンでは決勝進出。決勝でカルロス・アルカラスに3-6, 2-6で敗れ、準優勝。マドリード・オープンではボーティック・ファン・デ・ザンスフルプに初戦敗退。BNLイタリア国際では2回戦でカレン・ハチャノフに敗れた。第16シードとして迎えた全仏オープンでは1回戦でジル・シモンに4-6, 4-6, 6-4, 6-1, 4-6のフルセットで敗れた。
ウィンブルドン選手権では第16シードとして出場。ドゥシャン・ラヨビッチ戦で6-3, 4-6の時点で途中棄権し、ウィンブルドン1回戦を突破できなかった。
ナショナル・バンク・オープンではノーシードで挑んで、1回戦でマッテオ・ベレッティーニを6-3, 6-2、2回戦でホルガ・ルーネを6-0, 6-3、3回戦でヤニック・シナーを6-2, 6-4で破る活躍を見せる。準決勝でダニエル・エバンスを7-5, 6-7(7), 6-2で破り、決勝進出。決勝ではフベルト・フルカチュを3-6, 6-3, 6-3で下してマスターズ1000初優勝を果たした。
ウエスタン・アンド・サザン・オープンではミオミル・キツマノビッチに6-1, 5-7, 6-7(4)で初戦敗退。全米オープンでは第12シードとして出場し、1回戦で2020年覇者のドミニク・ティエムに7-5, 6-1, 5-7, 6-3で破り、2回戦でアレクサンダー・ブブリクを4-6, 6-4, 6-3, 7-6(5)、3回戦では第18シードのアレックス・デミノーを6-1, 6-1, 3-6, 7-6(5)で下して4回戦進出。第27シードのカレン・ハチャノフに6-4, 3-6, 1-6, 6-4, 3-6のフルセットで敗れ、ベスト8入りを逃した。年間最終ランキングは13位。

### 2023年 長期離脱
全豪オープンでは第14シードで出場するも、2回戦でバンジャマン・ボンジに6-4, 6-4, 6-7(5), 1-6, 6-7(4)のフルセットの2セットアップからの逆転で敗退。その後のABNアムロ・オープンでリシャール・ガスケに初戦敗退すると、肘の負傷により8ヶ月もの間ツアーを離脱することを余儀なくされた。10月にATPチャレンジャーツアーにて復帰するも戦績は思うように振るわなかった。年間最終ランキングは604位。

### 2024年 復帰

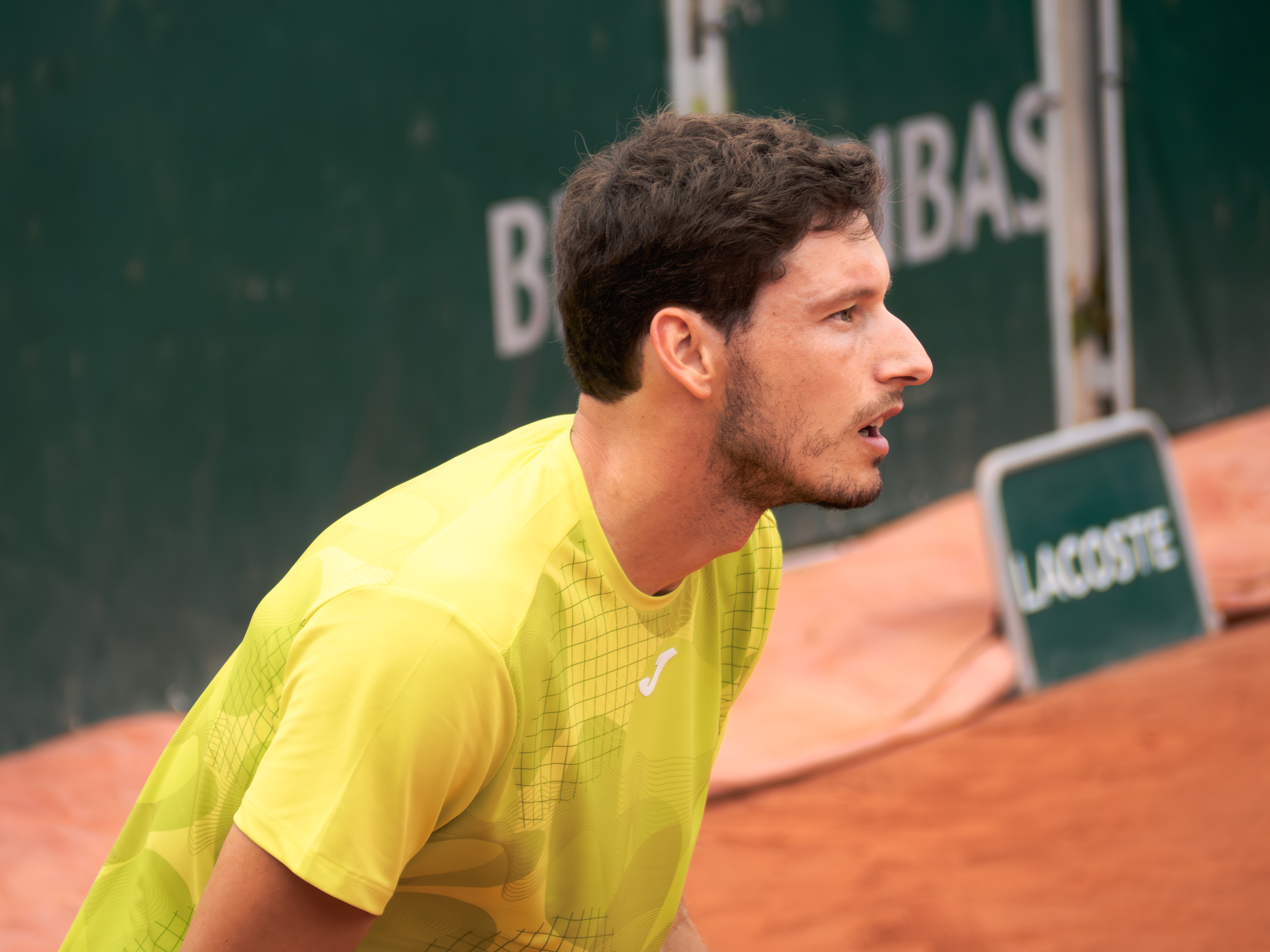
2024年全仏オープンでのパブロ・カレーニョ・ブスタ

昨年の復帰から6ヶ月以上もの間を挟んで全仏オープンにてプロテクトランキングを利用して復帰を果たすも、第31シードのマリアーノ・ナヴォーネに7-5, 1-6, 3-6, 0-6の逆転で初戦敗退となった。ナショナル・バンク・オープンではファービアーン・マロジャーンに6-7(8), 7-6(3), 6-3で破り、復帰後初勝利を挙げる。2回戦ではホルガ・ルーネに1-6, 3-6のストレートで敗れた。ウエスタン・アンド・サザン・オープンでは1回戦でセバスチャン・コーダを7-5, 6-1、2回戦でマックス・パーセルを6-3, 6-3のストレートで下して3回戦進出を果たした。さらにウィンストン・セーラム・オープンでもベスト4進出をしたことで、世界ランキングは225位まで回復した。

### 2025年 ユナイテッド杯初出場
ユナイテッドカップではスペイン代表として初出場。カザフスタンのアレクサンダー・シェフチェンコを6-2, 6-1のストレートで勝利するも、ギリシャのステファノス・チチパスに4-6, 6-4, 3-6で敗れ、チームはグループステージ敗退。
全豪オープンでは1回戦でカミル・マイクシャクを6-4, 6-4, 6-3のストレートで破り、初戦突破。2回戦では第17シードのベン・シェルトンに3-6, 3-6, 7-6(4), 4-6で敗れた。

## ATPツアー決勝進出結果

### シングルス: 12回 (7勝5敗)
| 大会グレード                    |
| グランドスラム (0–0)            |
| ATPファイナルズ (0–0)           |
| ATPツアー・マスターズ1000 (1–0) |
| ATPツアー500 (1–2)              |
| ATPツアー250 (5–3)              |

| サーフェス別タイトル |
| ハード (4–1)         |
| クレー (3–4)         |
| 芝 (0–0)             |
| カーペット (0–0)     |

| 結果   | No. | 決勝日         | 大会                   | サーフェス    | 対戦相手                         | スコア                  |
| ------ | --- | -------------- | ---------------------- | ------------- | -------------------------------- | ----------------------- |
| 準優勝 | 1.  | 2016年2月28日  | サンパウロ             | クレー        | パブロ・クエバス                 | 6-7(4-7), 3-6           |
| 準優勝 | 2.  | 2016年5月1日   | エストリル             | クレー        | ニコラス・アルマグロ             | 7-6(8-6), 6-7(5-7), 3-6 |
| 優勝   | 1.  | 2016年8月27日  | ウィンストン・セーラム | ハード        | ロベルト・バウティスタ・アグート | 6-7(6-8), 7-6(7-1), 6-4 |
| 優勝   | 2.  | 2016年10月23日 | モスクワ               | ハード (室内) | ファビオ・フォニーニ             | 4-6, 6-3, 6-2           |
| 準優勝 | 3.  | 2017年2月26日  | リオデジャネイロ       | クレー        | ドミニク・ティーム               | 5-7, 4-6                |
| 優勝   | 3.  | 2017年5月7日   | エストリル             | クレー        | ジレ・ミュラー                   | 6-2, 7-6(7-5)           |
| 優勝   | 4.  | 2019年9月29日  | 成都                   | ハード        | アレクサンダー・ブブリク         | 6-7(5-7), 6-4, 7-6(7-3) |
| 優勝   | 5.  | 2021年4月11日  | アンダルシア           | クレー        | ハウメ・ムナル                   | 6-1, 2-6, 6-4           |
| 優勝   | 6.  | 2021年7月18日  | ハンブルク             | クレー        | フィリプ・クライノビッチ         | 6-2, 6-4                |
| 準優勝 | 4.  | 2021年9月26日  | メス                   | ハード (室内) | フベルト・フルカチュ             | 6-7(2-7), 3-6           |
| 準優勝 | 5.  | 2022年4月24日  | バルセロナ             | クレー        | カルロス・アルカラス             | 3-6, 2-6                |
| 優勝   | 7.  | 2022年8月14日  | モントリオール         | ハード        | フベルト・フルカチュ             | 3-6, 6-3, 6-3           |

### ダブルス: 9回 (4勝5敗)
| 結果   | No. | 決勝日        | 大会             | サーフェス | パートナー                     | 対戦相手                                        | スコア                |
| ------ | --- | ------------- | ---------------- | ---------- | ------------------------------ | ----------------------------------------------- | --------------------- |
| 優勝   | 1.  | 2016年2月6日  | キト             | クレー     | ギジェルモ・ドゥラン           | トマス・ベルッシ マルセロ・デモリネル           | 7-5, 6-4              |
| 準優勝 | 1.  | 2016年2月21日 | リオデジャネイロ | クレー     | ダビド・マレーロ               | フアン・セバスティアン・カバル ロベルト・ファラ | 6-7(5-7), 1-6         |
| 準優勝 | 2.  | 2016年2月27日 | ブエノスアイレス | クレー     | ダビド・マレーロ               | フリオ・ペラルタ オラシオ・セバジョス           | 6-4, 1-6, [5-10]      |
| 準優勝 | 3.  | 2016年9月10日 | 全米オープン     | ハード     | ギリェルモ・ガルシア＝ロペス   | ジェイミー・マリー ブルーノ・ソアレス           | 2-6, 3-6              |
| 準優勝 | 4.  | 2016年10月1日 | 成都             | ハード     | マリウシュ・フィルステンベルク | レイベン・クラーセン ラジーブ・ラム             | 6-7(2-7), 5-7         |
| 優勝   | 2.  | 2016年10月9日 | 北京             | ハード     | ラファエル・ナダル             | ジャック・ソック バーナード・トミック           | 6-7(6-8), 6-2, [10-8] |
| 優勝   | 3.  | 2017年2月25日 | リオデジャネイロ | クレー     | パブロ・クエバス               | フアン・セバスティアン・カバル ロベルト・ファラ | 6-4, 5-7, [10-8]      |
| 準優勝 | 5.  | 2018年5月20日 | ローマ           | クレー     | ジョアン・ソウザ               | フアン・セバスティアン・カバル ロベルト・ファラ | 6-3, 4-6, [4-10]      |
| 優勝   | 4.  | 2020年8月30日 | シンシナティ     | ハード     | アレックス・デミノー           | ジェイミー・マリー ニール・スクプスキ           | 6-2, 7-5              |

## 成績
略語の説明
| W | F | SF | QF | #R | RR | Q# | LQ | A | Z# | PO | G | S | B | NMS | P | NH |

W=優勝, F=準優勝, SF=ベスト4, QF=ベスト8, #R=#回戦敗退, RR=ラウンドロビン敗退, Q#=予選#回戦敗退, LQ=予選敗退, A=大会不参加, Z#=デビスカップ/BJKカップ地域ゾーン, PO=デビスカップ/BJKカッププレーオフ, G=オリンピック金メダル, S=オリンピック銀メダル, B=オリンピック銅メダル, NMS=マスターズシリーズから降格, P=開催延期, NH=開催なし.

### 4大大会シングルス
| 大会           | 2013 | 2014 | 2015 | 2016 | 2017 | 2018 | 2019 | 2020 | 2021 | 2022 | 2023 | 2024 | 2025 | 通算成績 |
| -------------- | ---- | ---- | ---- | ---- | ---- | ---- | ---- | ---- | ---- | ---- | ---- | ---- | ---- | -------- |
| 全豪オープン   | A    | 1R   | 1R   | 1R   | 3R   | 4R   | 4R   | 3R   | 3R   | 4R   | 2R   | A    | 2R   | 17–11    |
| 全仏オープン   | 1R   | 1R   | 2R   | 2R   | QF   | 3R   | 3R   | QF   | 4R   | 1R   | A    | 1R   | 2R   | 18–12    |
| ウィンブルドン | A    | 1R   | 1R   | 1R   | A    | 1R   | 1R   | NH   | 1R   | 1R   | A    | A    |      | 0–7      |
| 全米オープン   | A    | 3R   | 2R   | 3R   | SF   | 2R   | 3R   | SF   | 1R   | 4R   | A    | 1R   |      | 21–10    |
| 合計           | 0-1  | 2-4  | 2-4  | 3-4  | 11-3 | 6-4  | 7-4  | 11-3 | 5-4  | 6-4  | 1-1  | 0-2  | 2-2  | 56–40    |

### 大会最高成績
| 大会                 | 成績 | 年                     |
| -------------------- | ---- | ---------------------- |
| ATPファイナルズ      | RR   | 2017                   |
| インディアンウェルズ | SF   | 2017                   |
| マイアミ             | SF   | 2018                   |
| モンテカルロ         | 3R   | 2014, 2017, 2021, 2022 |
| マドリード           | 2R   | 2016                   |
| ローマ               | QF   | 2018                   |
| カナダ               | W    | 2022                   |
| シンシナティ         | QF   | 2018, 2021             |
| 上海                 | 2R   | 2017, 2019             |
| パリ                 | QF   | 2020                   |
| オリンピック         | B    | 2021                   |
| デビスカップ         | W    | 2019                   |
| ATPカップ            | F    | 2020, 2022             |
| ユナイテッド・カップ | RR   | 2025                   |